# Luigi Scrosoppi
Luigi Scrosoppi (Udine, 4 d'agost de 1804 - 3 d'abril de 1884) fou un prevere italià, fundador de la congregació catòlica de les Germanes de la Providència de Sant Gaietà de Thiene. És venerat com a sant per l'Església Catòlica.

## Biografia
Nasqué a Udine i era el petit de tres germans, tots tres sacerdots. Als tretze anys entra al seminari i estudia per a ésser sacerdot. S'ordena el 31 de març de 1827 i dos anys després és sotsdirector de la Casa delle Derelitte d'Udine, fundada per Gaetano Salomoni, sacerdot de l'Oratori de Sant Felip Neri, i dedicada a l'acolliment i educació gratuïts de noies sense recursos. Reestructura aquesta entitat i, des de 1837, també acull noies que volen aprendre un ofici o primeres lletres, ensenyades per joves formades, al seu torn per ell i son germà.
Dedicarà la seva vida a ampliar la casa i aconseguir recursos per a mantenir-la. Perquè se'n facin càrrec de les noies acollides, crea, el 1845, una comunitat amb les joves mestres, una congregació religiosa que prendrà el nom de Germanes de la Providència. Rebrà l'aprovació pontifícia el 1862.
El 1846, ingressa en la Congregació de Sant Felip Neri, que son germà havia restaurat després de la supressió de l'època napoleònica. Poc després, el 1848 i durant el setge dels austríacs a Udine, les germanes de la congregació es dediquen a la cura i atenció als ferits dels dos bàndols, adquirint una certa notorietat.
El 1853, a Orzano, obre una escola primària per a nenes, on serà el mestre i, un any després i a Udine, la Casa del Provvedimento, per acollir, aquest cop, nois orfes, sols i sense recursos. Novament, les germanes de la congregació obtenen reconeixement per la seva tasca durant l'epidèmia de còlera de 1855, en la qual van ajudar la població a Udine i altres llocs del Friuli.
El 1857, Scrosopppi obre una nova escola a Udine, ara per a l'educació dels sordmuts; per manca de fons, haurà de tancar-la el 1872. Mentrestant, les Germanes de la Providència, ja amb aprovació papal, creixen. Assumeixen la gestió de l'Asilo Infantile dell'Immacolata d'Udine i, entre 1869 i 1883, obren noves cases a poblacions de la regió: Cormons, Primiero, Tesero, Pergine, etc.
Fins al 1880, està al davant de la congregació: llavors, amb la salut mancada, delega en la superiora Cecilia Piacentini. Retirat, morirà el 3 d'abril de 1884. Volgué ésser sebollit a Orzano, el poblet on havia estat mestre. El 1952, les restes foren traslladades a Udine, a la casa mare de la congregació.

## Culte
El procés de canonització començà el 1932. Fou beatificat i canonitzat per Joan Pau II, respectivament el 4 d'octubre de 1981 i el 10 de juny de 2001.
El 2010, fou elegit sant patró dels futbolistes. La iniciativa fou del bisbe Alois Schwarz i l'arquebisbe d'Udine Andrea Bruno Mazzocato. Es justificà pel gran interès de Luigi Scrosoppi pels infants i els joves, per als quals l'esport i el futbol són part important de l'educació.